# Alexander Guttmann

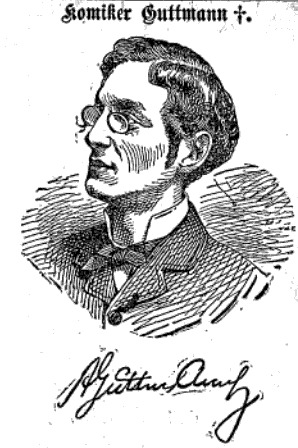
Alexander Guttmann (1851–1889)

Alexander Guttmann (* 2. Oktober 1851 in Pest, Ungarn; † 14. Februar 1889 in Meran, Österreich-Ungarn) war ein österreichischer Bühnenschauspieler und Sänger.

## Karriere
Der sehr sprachbegabte Sohn wohlhabender Eltern sollte zunächst Kaufmann werden, entschied sich dann aber, nach einem kurzen Besuch einer kleinen Schauspielschule, für den Theaterberuf und trat fortan als Schauspieler (Komiker) und Operettensänger in Erscheinung. Guttmanns erstes Engagement führte ihn 1872 ins galizische Lemberg, wo er unter dem Künstlernamen Alexis Lobe debütierte. Schon ab dem folgenden Jahr trat Guttmann unter seinem eigenen Namen auf und wirkte in den kommenden Jahren an Spielstätten in Krakau, Wien (am dortigen Carltheater), Pest, Baden bei Wien und München. 1881 kehrte Alexander Guttmann für eine Spielzeit ans Carltheater (Antrittsrolle: Herzog Cyprian in dem Stück Methusalem) zurück, ehe er sich 1882 dem Ensemble des Wiedner Theater anschloss.
Vor allem aufgrund seiner dürren Gestalt und dem hohen Wachstum erzielte er seine Komik. Besondere Erfolge waren Guttmann mit dem Oberst Ollendorf in der Operette Der Bettelstudent und dem Theaterdirektor Striese in dem Schwank Der Raub der Sabinerinnen beschieden. 1885 kehrte er an das Carltheater zurück. Seine abnehmende Gesundheit erzwang bereits 1887, nach nur anderthalb Jahrzehnten Bühnentätigkeit, sein Karriereende. Seine letzte Rolle vor Wiener Publikum war der Onofrio in dem Stück “Don Cäsar”. Alexander Guttmann starb keine zwei Jahre darauf im damaligen Süden Tirols, in Meran, wo er sich zu einer Erholungskur begeben hatte. Er wurde nur 37 Jahre alt.

## Familiäres
Guttmann hatte drei Söhne, die allesamt zum Theater gingen. Erstgeborener war 1877 Arthur Guttmann, zwei Jahre darauf folgten die Zwillinge Emil und Paul Guttmann.